# Aras Özbiliz
Aras Özbiliz (arménsky Արազ Օզբիլիս; * 9. března 1990, Bakırköy, Istanbul, Turecko) je arménský fotbalista a reprezentant. Hrál na pozici křídelního záložníka. Má arménské a nizozemské občanství.

## Klubová kariéra
Özbiliz se narodil v Turecku arménským rodičům. Jméno Aras má podle řeky Araks, Özbiliz znamená „ten, který si uchovává svou identitu“. Rodina emigrovala do Nizozemska, kde Aras začal s fotbalem v HVV Hollandia a poté působil v akademii Ajaxu. Propracoval se až do prvního týmu a s Ajaxem vyhrál dvakrát titul v Eredivisie.
V srpnu 2012 přestoupil do FK Kubáň Krasnodar, kde podepsal čtyřletou smlouvu. V červenci 2013 se stal hráčem Spartaku Moskva.

## Reprezentační kariéra
Ačkoli by mohl reprezentovat Nizozemsko, rozhodl se pro Arménii, zemi svých předků.
V A-mužstvu Arménie debutoval 29. února 2012 v přátelském utkání na turnaji na Kypru proti Kanadě. V utkání vstřelil gól a Arménie vyhrála 3:1.
Hrál v kvalifikaci na MS 2014, kde se gólem podílel na debaklu 4:0 domácích Dánů a na výhře 2:1 v Jerevanu proti Bulharsku. Ačkoli Arménie bojovala až do konce o účast v evropské baráži, do té se nakonec nedostala, skončila se ziskem 13 bodů na pátém místě.